# Emmersdorf an der Donau
Emmersdorf an der Donau ist eine österreichische Marktgemeinde im Bezirk Melk in Niederösterreich mit 1784 Einwohnern (Stand 1. Jänner 2024).

## Geographie
Emmersdorf an der Donau liegt im Waldviertel in Niederösterreich und ist das Tor in die Wachau, wie schon der Name sagt, an der Donau, gegenüber von Melk. Die Fläche der Marktgemeinde umfasst 29,82 km², 52,55 % der Fläche sind bewaldet.

### Gemeindegliederung
Das Gemeindegebiet umfasst folgende Ortschaften (in Klammern Einwohnerzahl Stand 1. Jänner 2024):
- Emmersdorf an der Donau (758)
- Fahnsdorf (71)
- Gossam[2] (258)
- Grimsing (126)
- Hain (110) samt Seegarten
- Hofamt (143)
- Luberegg (13)
- Mödelsdorf (23)
- Pömling (52)
- Rantenberg (36)
- Reith (27)
- Sankt Georgen (128)
- Schallemmersdorf (39) samt In Höfen
- Seegarten (Dorf)[2]

Die Gemeinde besteht aus den zwölf Katastralgemeinden Emmersdorf, Fahnsdorf, Gossam, Grimsing, Hain, Hofamt, Mödelsdorf, Pömling, Rantenberg, Reith, Schallemmersdorf und St. Georgen.

### Nachbargemeinden
| Weiten                | Maria Laach am Jauerling (Krems)            |                     |
| Leiben                | Kompassrose, die auf Nachbargemeinden zeigt | Schönbühel-Aggsbach |
| Zelking-Matzleinsdorf | Melk                                        |                     |

## Geschichte
Eine frühe Besiedlung bezeugen Funde von Gefäße, Schalen und Henkeltassen aus der Urnenfelderkultur. In der Burgkirche zu Gossam befindet sich ein Grabstein aus der Römerzeit, der als Altarstein Verwendung fand.
Urkundlich erwähnt wurde Emmersdorf in den Jahren 1133 und 1136 als Cemarstorf.
Die dem hl. Nikolaus geweihte Kirche liegt hoch über dem Markt. Ursprünglich gehörte sie zur Pfarre Melk, ab dem 11. Jahrhundert zur abgetrennten Pfarre Weiten, bevor sie 1336 zur eigenständigen Pfarre erhoben wurde.
Die erste Rollfähre in Emmersdorf wurde am 1. März 1898 eröffnet. Die Donauuferbahn von Krems nach Grein wurde in der Zeit von 1902 bis 1909 errichtet. Die Eröffnung der neuen Wachaustraße von Stein bis Emmersdorf erfolgte 1958, die Donaubrücke nach Melk wurde 1973 dem Verkehr übergeben. Danach stellte die Rollfähre ihren Betrieb ein.
Laut Adressbuch von Österreich waren im Jahr 1938 in der Marktgemeinde Emmersdorf ein Arzt, ein Bäcker, ein Tankstellenbetreiber, ein Drechsler, ein Eierhändler, ein Fleischer, ein Friseur, vier Gastwirte, drei Gemischtwarenhändler, ein Hafner, zwei Hebammen, ein Kaffeehaus, ein Landesproduktehändler, ein Maler, ein Maurermeister, ein Rauchfangkehrer, ein Sattler, ein Schlosser, ein Schmied, zwei Schneider, zwei Schuster, zwei Tischler, ein Wagner, ein Zimmermeister und einige Landwirte ansässig.
Gegen Ende des Zweiten Weltkrieges wurden ungarische Juden als Zwangsarbeiter im Straßenbau eingesetzt.

## Kultur und Sehenswürdigkeiten

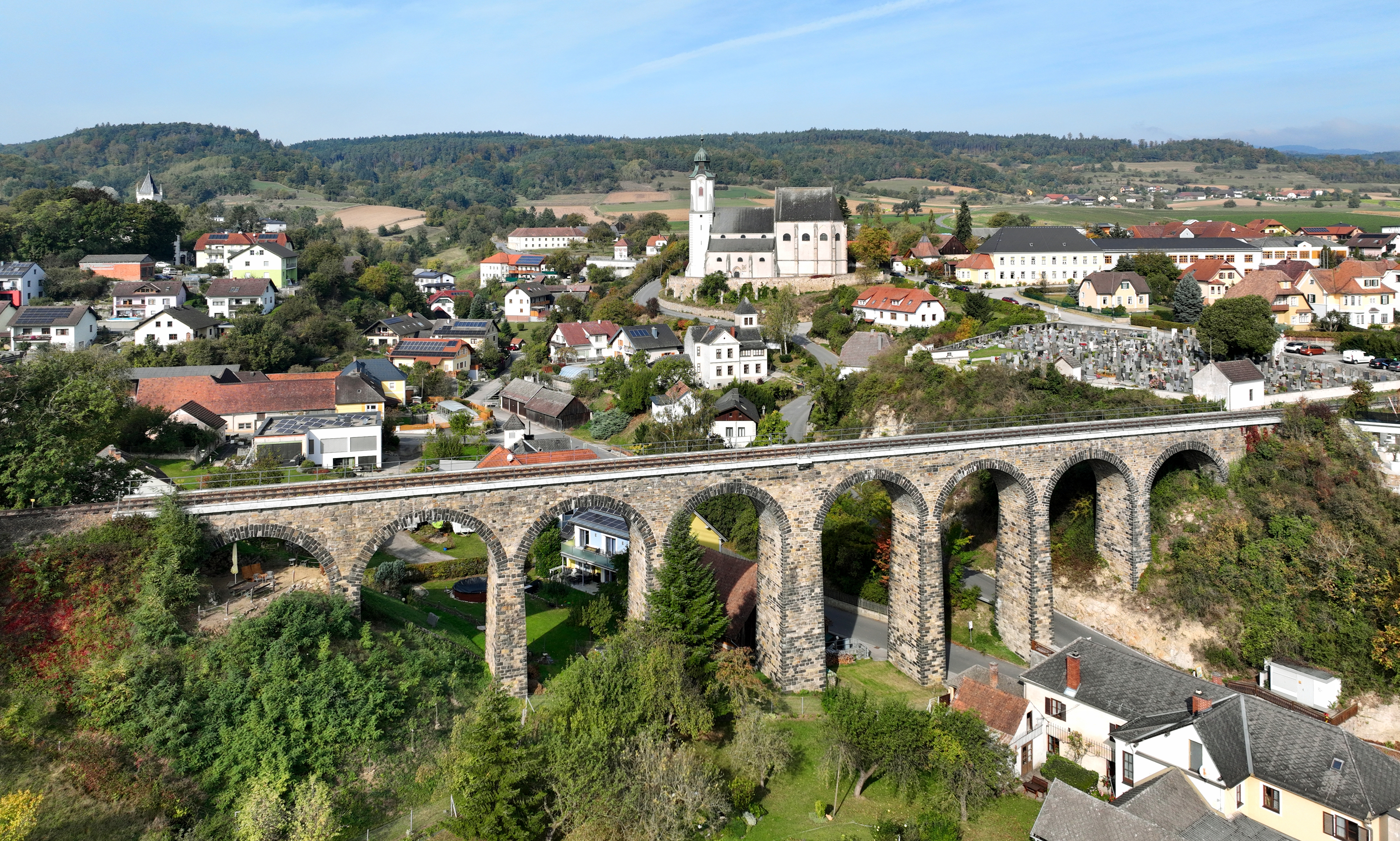
Denkmalgeschütztes Viadukt der Wachaubahn in Emmersdorf

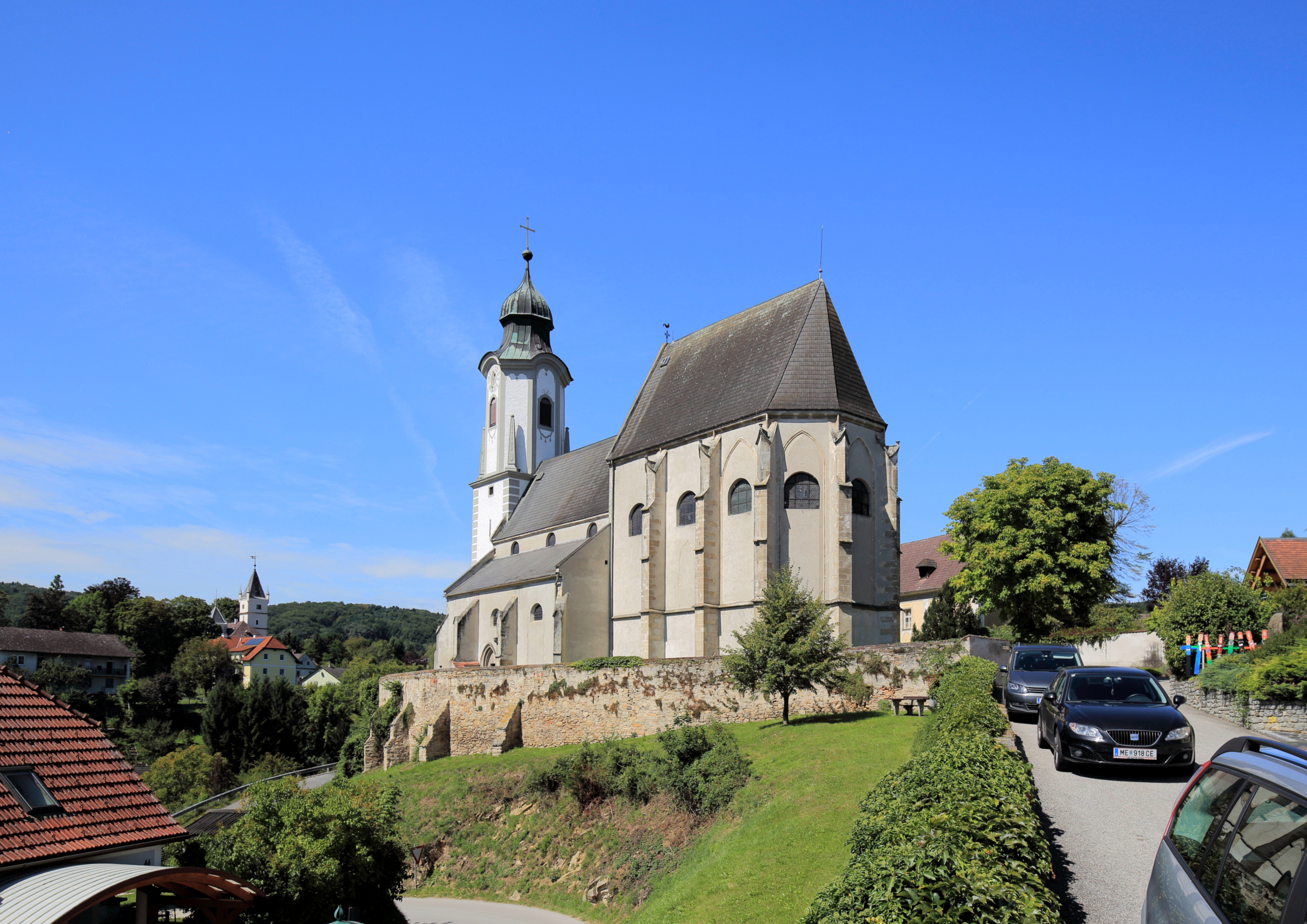
Pfarrkirche Emmersdorf

- Katholische Pfarrkirche Emmersdorf hl. Nikolaus: Eine spätgotische Pfeilerbasilika, die im Süden von einer spätmittelalterlichen Futtermauer mit wuchtigen Strebepfeilern umgeben ist. Der Langchor wurde im 4. Viertel des 15. Jahrhunderts errichtet. Das wuchtige Untergeschoß des vorgestellten Westturmes stammt ebenfalls aus dem 15. Jahrhundert. 1738 wurde dem ein barocker oktogonaler Aufsatz mit 4 Eckobelisken aufgesetzt.
- Katholische Marktkapelle Emmersdorf hl. Maria Magdalena
- Schloss Luberegg: Zum langgestreckten Schloss gehören auch zwei niedrige Rundtürme nahe der Uferböschung die bis 1811 bei Nacht zum Beleuchten der Verladung von geschwemmtem Holz auf Schiffe dienten.
- Dachberg-Warte
- Wohnhaus Emmersdorf an der Donau 31
- Kolomanistiege: Sie verbindet den Ortskern mit der Pfarrkirche.[6]
- Kramurigwölb Museum: Das Heimatmuseum zeigt auf 300 m² mehr als 2000 Exponate, darunter Holzschlittschuhe aus dem Jahr 1674.[7]
- Welterbe Wachau: Emmersdorf hat Anteil am 2000 eingerichteten UNESCO-Welterbe Wachau.[8][9]

## Wirtschaft und Infrastruktur
Es gab im Jahr 2001 insgesamt 55 nichtlandwirtschaftliche Arbeitsstätten sowie nach einer im Jahr 1999 vorgenommenen Erhebung 111 land- und forstwirtschaftliche Betriebe. Nach der Volkszählung im Jahr 2001 betrug die Zahl der Erwerbstätigen am Wohnort 797 Personen. Die Erwerbsquote lag 2001 bei 48 %.

### Öffentliche Einrichtungen
In der Gemeinde gibt es einen Kindergarten, eine Volksschule und eine Neue Mittelschule.

### Verkehr
- Autobus: Die Linie 715 verbindet Emmersdorf mit Krems und Melk (tagsüber meist stündlich)
- Eisenbahn: Emmersdorf ist Endbahnhof der Bahnlinie nach Krems.[12] (die Wachaubahn fährt nur von Ende Mai bis Ende September täglich, an Wochenenden von Mitte März bis Ende Oktober)
- Straße: Die Donau Straße B3 überquert in Emmersdorf die Donau.

### Vereine
- Kinderfreunde Emmersdorf
- Dorferneuerungsverein Emmersdorf
- Dorferneuerungsverein Gossam
- Gesangverein „Frohsinn“
- Imkerverein Emmersdorf
- Landjugend Emmersdorf
- ÖKB Emmersdorf
- ÖKB Gossam

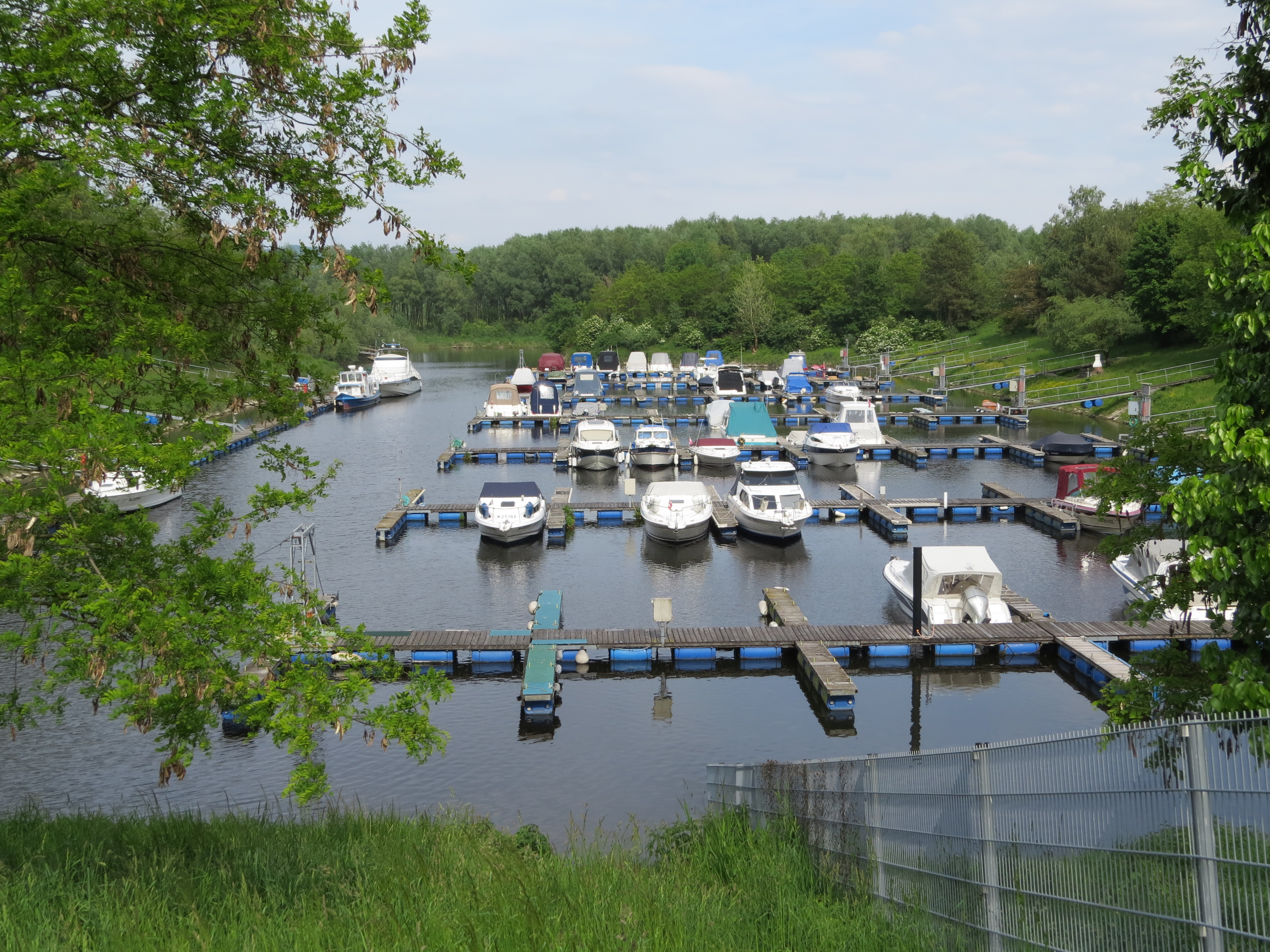
Sportboothafen Emmersdorf-Luberegg des BootsSportFörderungsVerein Emmersdorf/Donau

- Rapid-Fanclub „Grüne Reblaus Wachau“
- Sport Union Emmersdorf
- BootsSportFörderungsVerein Emmersdorf/Donau
- Tourismusverein Emmersdorf
- Trachtenmusikkapelle Emmersdorf
- Turnverein Emmersdorf
- Freiwillige Feuerwehr: Es existieren im Gemeindegebiet von Emmersdorf zwei Freiwillige Feuerwehren (Emmersdorf & Gossam), welche zusammen mit 7 Fahrzeugen, 3 Booten und 180 aktiven Mitglieder bei jährlich etwa 200 Einsätzen für die Sicherheit sorgen.

## Politik

### Gemeinderat
Der Gemeinderat hat 19 Sitze.
- Bei der Gemeinderatswahl 2005 erreichte die ÖVP 13 und die SPÖ 6 Mandate.[13]
- Bei der Gemeinderatswahl 2010 änderte sich die Sitzverteilung im Gemeinderat nicht.[14]
- Mit den Gemeinderatswahlen in Niederösterreich 2015 entstand folgende Verteilung: 11 ÖVP, 4 SPÖ, und 4 GRÜNE.[15]
- Mit den Gemeinderatswahlen in Niederösterreich 2020 hat der Gemeinderat folgende Verteilung: 9 ÖVP, 5 Liste Bürgernahes Emmersdorf (BNE), 3 Grüne und 2 SPÖ.[16]

### Bürgermeister
- bis 2009 Ferdinand Brandhofer (ÖVP)
- 2009–2014 Erwin Neuhauser (ÖVP)
- 2014–2020 Josef Kronsteiner (ÖVP)
- 2020–2025 Richard Hochratner (BNE)
- seit 2025 Georg Ertl (ÖVP)

## Persönlichkeiten

### Söhne und Töchter der Gemeinde
- Georg Tanner (zwischen 1515 und 1520–Ende 1580/Anfang 1581), Jurist, Gräzist und Humanist
- Ernst von Dombrowski (1896–1985), Autor, Xylograph und Illustrator
- Joseph Pritz (1913–1977), katholischer Fundamentaltheologe
- Anton Brunner (1923–1999), Widerstandskämpfer gegen das Dritte Reich
- Josef Wöginger (* 1952), Unternehmer und Mitglied des Bundesrates

### Personen mit Bezug zur Gemeinde
- Ernst Vergani (1848–1915), Bauingenieur, Realitätenbesitzer, Zeitungsherausgeber und Politiker